# All You Need Is Cash
«Всё, что тебе нужно — бабки» (англ. «All You Need Is Cash», 1978) — телевизионный псевдодокументальный фильм, пародирующий историю группы The Beatles и битломанию. Сценаристом и одним из режиссёров фильма является Эрик Айдл, входивший в Монти Пайтон.

## Сюжет
Сюжет как таковой отсутствует. «All You Need Is Cash» — документальный фильм о группе The Rutles, четырёх парнях из Ливерпуля (поэтому их зовут «Ливерной четвёркой»), получивших огромную популярность в 60-70-е годы, но распавшихся из-за личных амбиций и женщин. Все основные вехи в биографии The Beatles у Rutles повторяются в гротескной и абсурдной форме.
Как рассказывается в аудиокомментарии на DVD, Джордж Харрисон показал Эрику Айдлу черновой монтаж фильма, созданного о The Beatles, который в конце концов превратился в документальную серию The Beatles Anthology — и поэтому «All You Need Is Cash» так напоминает «Антологию», несмотря на то, что вышел на несколько десятилетий раньше её.
Группу The Rutles сыграли Айдл, Джон Хэлси, Рикки Фатаар и Нил Иннес. Первое появление группы состоялось в телевизионном шоу Эрика Айдла, Rutland Weekend Television. Позже скетч транслировался в американском телешоу Saturday Night Live. В фильме Рикки Фатаар заменил Дэвида Бэттли, который играл Стига О’Хару в оригинальном скетче.
Фильм All You Need Is Cash представляет собой серию шуток и гэгов, иллюстрирующих каждый эпизод фиктивной истории «Ратлз», тесно следующей по историческим вехам The Beatles. Сюжет удерживается посредством саундтрека авторства Нила Иннеса, написавшего 19 новых песен для фильма — каждая из которых пародирует конкретную песню The Beatles (а иногда и несколько сразу). 14 песен были выпущены в альбоме (на компакт-диске позже добавили 6 недостающих песен). Альбом оказался коммерчески успешным, и был номинирован на премию Грэмми в категории «Лучшая комедийная запись года». За оркестровку и аранжировку записей Ратлз отвечал известный кинокомпозитор Джон Олтман.
Фильм также примечателен многочисленными эпизодами известных британских и американских комиков, включая членов коллективов Монти Пайтон, Saturday Night Live и, менее известного, Rutland Weekend Television. Наверное, самое примечательное появление камео в фильме — Джордж Харрисон в роли репортёра, ведущего репортаж с улицы перед зданием Rutle Corps, в то время как бесконечная вереница людей выходит из здания и выносит краденое добро (пародия на разворованные Apple Boutique и офис Apple Corps., принадлежавшие The Beatles). Интервью внезапно заканчивается, когда у репортёра прямо из рук похищают микрофон.
В фильме в камео-ролях снялся коллега Айдла по Монти Пайтону, Майкл Пейлин, а также многочисленные участники SNL: Гильда Раднер, Джон Белуши, Билл Мюррей и Дэн Эйкройд. Супруга Мика Джаггера, Бианка Джаггер, играет жену Дирка МакКвикли, Мартини; Рон Вуд играет члена банды «Ангелы ада», а Мик Джаггер и Пол Саймон играют самих себя. Такая смесь британских и американских комедиантов была редкостью и до, и после выхода фильма. Также пародировалась реклама самих The Beatles: перед трансляцией фильма во многих районах Лондона были вывешены плакаты «Ратлз идут» (по аналогии с рекламными плакатами the Beatles, «Beatles идут»).
Британский дебют фильма на БиБиСи был гораздо успешнее американского. Культовый статус фильм обрёл благодаря успеху оригинального саундтрека и после его выхода на новых носителях домашнего видео и DVD.

## В ролях
- Эрик Айдл — Дирк МакКуикли / рассказчик / Стэнли Дж. Краммерхед-третий-младший, приглашённый доцент прикладных наркотиков в университете Радуй Себя, Калифорния
- Нил Иннес — Рон Насти
- Джон Хелси — Барри Уом
- Рикки Фатаар — Стиг О’Хара
- Майкл Пейлин — Эрик Манчестер, пресс-агент Rutle Corp.
- Джордж Харрисон — журналист
- Мик Джаггер — играет сам себя
- Пол Саймон — играет сам себя
- Бианка Джаггер — Мартини МакКвикли
- Джон Белуши — Рон Деклайн, самый страшный промоутер в мире
- Дэн Эйкройд — Брайн Тай, бывший менеджер звукозаписи, который не заключил контракт с Ратлз
- Билл Мюррей — Билл «К» Мюррей, радиоведущий
- Гвен Тэйлор — Миссис Маунтбаттен / Целомудренность (миссис Нэсти)
- Гилда Раднер — миссис Эмили Пулз
- Рон Вуд — ангел ада
- Теренс Бэйлер — Легги Маунтбаттен
- Генри Вулф — Артур Султан, мистик из Суррея
- Олли Халсалл — Леппо, «пятый Ратл»

## Релиз
- Релиз в США: 22 марта 1978 года.

## Факты
- Стиг О’Хара, «Тихий Ратл», в исполненни Рикки Фатаара, не произносит ни слова за весь фильм.
- Эрик Айдл изображает Дирка МакКвикли, персонажа, похожего на Пола Маккартни — однако это не его игра и пение. Партию МакКвикли спел и сыграл Олли Халсалл, который в фильме виден только на фотографии — в роли «пятого Ратла» Леппо, выступавшего с «Ратлз» в Гамбурге.
- Иннес, Фатаар и Хасли в 1996 году объединились вновь для записи «Археологии», пародии на «Антологию» Beatles.
- В 2008 году группа вновь собралась для празднования своего тридцатилетия.
- В 2002 году Айдл выпустил сиквел, The Rutles 2: Can’t Buy Me Lunch, не повторивший успеха оригинального фильма.